# Učenje usmjereno na učenika
Učenje usmjereno na učenika, također poznato kao obrazovanje usmjereno na učenika, široko obuhvaća metode poučavanja koje pomiču fokus nastave s učitelja na učenika. U izvornoj upotrebi, učenje usmjereno na učenika ima za cilj razviti autonomiju i neovisnost učenika stavljajući odgovornost za put učenja u ruke učenika prenoseći im vještine i osnove o tome kako će naučiti određeni predmet i sheme potrebne za mjeriti u skladu sa specifičnim zahtjevima izvedbe. Nastava usmjerena na učenika usredotočena je na vještine i prakse koje omogućuju cjeloživotno učenje i samostalno rješavanje problema. Teorija i praksa učenja usmjerene na učenika temeljene su na konstruktivističkoj teoriji učenja koja naglašava kritičnu ulogu učenika u konstruiranju značenja iz novih informacija i prethodnog iskustva.
Učenje usmjereno na učenika stavlja interese učenika na prvo mjesto, priznajući glas učenika kao središnji dio iskustva učenja. U prostoru za učenje usmjerenom na učenika, učenici biraju što će učiti, kojim će tempom učenja i kako će procijeniti vlastito učenje igrajući ulogu voditelja učionice. Ovo je u suprotnosti s tradicionalnim obrazovanjem, također nazvanim "učenje usmjereno na učitelja", koje postavlja učitelja kao prvenstveno "aktivnu" ulogu, dok učenici preuzimaju "pasivniju" odnosno receptivniju ulogu. U učionici usmjerenoj na nastavnika, učitelji biraju što će učenici učiti, kako će učenici učiti i kako će učenici biti ocjenjivani u pogledu svog učenja. Nasuprot tome, učenje usmjereno na učenika zahtijeva od učenika da budu aktivni, odgovorni sudionici kod vlastitog učenja i s vlastitim tempom učenja.
Korištenje izraza "učenje usmjereno na učenika" također se može jednostavno odnositi na obrazovne načine razmišljanja ili nastavne metode koje prepoznaju individualne razlike u učenicima. U tom smislu, učenje usmjereno na učenika naglašava interese, sposobnosti i stilove učenja svakog učenika, postavljajući učitelja kao "facilitatora" učenja za pojedince, a ne za razred kao cjelinu.

## Pozadina
Teoretičari poput Johna Deweyja, Jeana Piageta i Leva Vygotskog, čiji se kolektivni rad usredotočio na to kako učenici uče, doveli su do prelaska na učenje usmjereno na učenika. Dewey je bio zagovornik progresivnog obrazovanja i vjerovao je da je učenje društveni i iskustveni proces čineći učenje aktivnim procesom dok djeca uče radeći. "Uvjeren je da stvaranje razrednog okruženja u kojem učenici mogu razvijati kritičko razmišljanje i rješavati probleme iz stvarnog svijeta predstavlja najoptimalniji način pripreme učenika za izazove budućnosti."
Ideje Carla Rogersa o formiranju pojedinca također su pridonijele učenju usmjerenom na učenika. Rogers je izjavio da je "samo putem samootkrivanja moguće postići značajan utjecaj na ponašanje [i obrazovanje] kroz učenje".. Maria Montessori također je bila preteča učenja usmjerenog na učenika, gdje djeca predškolske dobi uče kroz samostalnu interakciju s prethodno predstavljenim aktivnostima.
Teorija samoodređenja usredotočuje se na stupanj do kojeg je ponašanje pojedinca samomotivirano i 'samoodređeno'. Kada se učenicima dopusti da procijene svoje učenje, učenje postaje poticaj, a time i značajnije. Kada učenike postavimo u središte učionice, omogućavamo im da prepoznaju i cijene vlastitu vrijednost, što rezultira većom razinom unutarnje motivacije.
Učenje usmjereno na učenika predstavlja preokretanje tradicionalnog shvaćanja nastavnog procesa, tako da se učenik stavlja u središte samog procesa učenja. U učionici usmjerenoj na učitelja, učitelji su primarni izvor znanja. S druge strane, u učionicama usmjerenim na učenika snažno se potiče aktivno učenje. Armstrong (2012) tvrdi da "tradicionalno obrazovanje zanemaruje ili potiskuje odgovornost učenika".
Daljnja razlika između učionice usmjerene na učitelja i učionice usmjerene na učenika je kada učitelj djeluje kao fasilitator, za razliku od instruktora. U biti, cilj nastavnika u procesu učenja je da usmjeri učenike u stvaranje novih interpretacijskih materijala za učenje, čime se 'doživljava' sadržaj, ponovno potvrđujući Rogersovu ideju da se "značajno učenje stječe kroz rad".
Kroz interakciju jednakopravnih sudionika, suradničko razmišljanje može donijeti obilje znanja.. Postavljanjem nastavnika bliže razini vršnjaka, znanje i učenje se poboljšavaju, što koristi učeniku i učionici u cjelini. Prema teoriji Leva Vygotskog o zoni proksimalnog razvoja (ZPD), učenici obično uče jedni preko drugih. Skela je vrlo  važna pri poticanju vještina neovisnog razmišljanja. Vygotsky proglašava: "Učenje koje je orijentirano na već dostignute razvojne razine neučinkovito je sa stajališta cjelokupnog razvoja djeteta. Ona ne teži novoj fazi razvojnog procesa, već zaostaje za tim procesom.”

## Ocjenjivanje usmjereno na učenika
Jedna od najkritičnijih razlika između učenja usmjerenog na učenika i učenja usmjerenog na učitelja jest ocjenjivanje. Učenje usmjereno na učenika obično znatno više uključuje formativno ocjenjivanje, a manje sumativno ocjenjivanje od učenja usmjerenog na učitelja. U učenju usmjerenom na učenika, učenici sudjeluju u evaluaciji svog učenja. To znači da su studenti uključeni u odlučivanje o tome kako mogu pokazati svoje učenje. Razvijanje ocjenjivanja koje podržava učenje i motivaciju ključno je za uspjeh pristupa usmjerenih na učenika.

## Primjena za osnovno i srednje obrazovanje
U SAD-u su načela nastave usmjerene na učenika promicana kao način poboljšanja angažmana i povećanja postignuća kroz njihovo uključivanje u Common Core. Pokazalo se da je kod nastave usmjerena na učenika povezana s povećanim angažmanom u matematici, ali odnos može biti drugačiji za svaku rasu. Osim toga, postoje dokazi da korištenje nastave je usmjerene na učenika povećava postignuća iz matematike.

## Prijava na visoko obrazovanje
Okruženja za učenje usmjerena na studenta pokazala su se učinkovitima u visokom obrazovanju. Oni su posebno definirani unutar visokog obrazovanja kao način razmišljanja i kultura unutar određene obrazovne ustanove i kao pristup učenju koji je široko povezan s konstruktivističkim teorijama učenja i podržava ih. Istaknute su inovativne metode poučavanja koje imaju za cilj poticanje učenja putem komunikacije s učiteljima i vršnjacima. Ove metode ozbiljno pristupaju učenicima kao aktivnim sudionicima u vlastitom procesu učenja te potiču razvoj prenosivih vještina poput rješavanja problema, kritičkog razmišljanja i refleksivnog razmišljanja. Revidirani europski standardi i smjernice za osiguranje kvalitete (ESG) koje je odobrila Ministarska konferencija u Erevanu 15. svibnja 2015. uključuju sljedeći odlomak o učenju usmjerenom na studenta: "Ustanove bi trebale osigurati da se programi izvode na način koji potiče studente da uzmu aktivnu ulogu u kreiranju procesa učenja i [treba osigurati] da ocjenjivanje učenika odražava ovaj pristup."
- Analiza dobre prakse nagrađenih nastavnika na svim fakultetima kako bi se pokazalo kako su koristili aktivne oblike učenja studenata.
- Naknadna uporaba analize za promicanje šire uporabe dobre prakse.
- Obvezni tečaj za učitelje za mlade učitelje, koji je poticao učenje usmjereno na učenika.
- Projekti financirani kroz potpore za razvoj nastave, od kojih se 16 odnosilo na uvođenje iskustava aktivnog učenja.
- Inicijativa za poboljšanje kvalitete na razini programa koja je koristila studentsku anketu za utvrđivanje prednosti i potencijalnih područja za poboljšanje.
- Razvoj modela široko zasnovanog okruženja za poučavanje i učenje koje utječe na razvoj generičkih sposobnosti kako bi se pružio dokaz o potrebi za interaktivnim okruženjem za učenje.
- Uvođenje recenzije programa kao mjere osiguranja kvalitete.

Uspjeh ove inicijative je procijenjen putem provođenja ankete među studentima. Nakon dvije godine, prosječne ocjene koje pokazuju percepciju studenata o kvaliteti okruženja za poučavanje i učenje na sveučilištu značajno su porasle. Studija je jedna od mnogih koje će ispitivati proces implementacije pedagogije usmjerene na studenta u velikim institucijama visokog obrazovanja.